# Frankfurter Frauenblatt
Das Frankfurter Frauenblatt war eine feministische Zeitschrift, die von 1978 bis 1992 in Frankfurt am Main erschien. Sie wurde von Akteurinnen der neuen Frauenbewegung in einem Kollektiv herausgegeben und 1991 mit dem Elisabeth-Selbert-Preis des Landes Hessen ausgezeichnet.

## Gründung

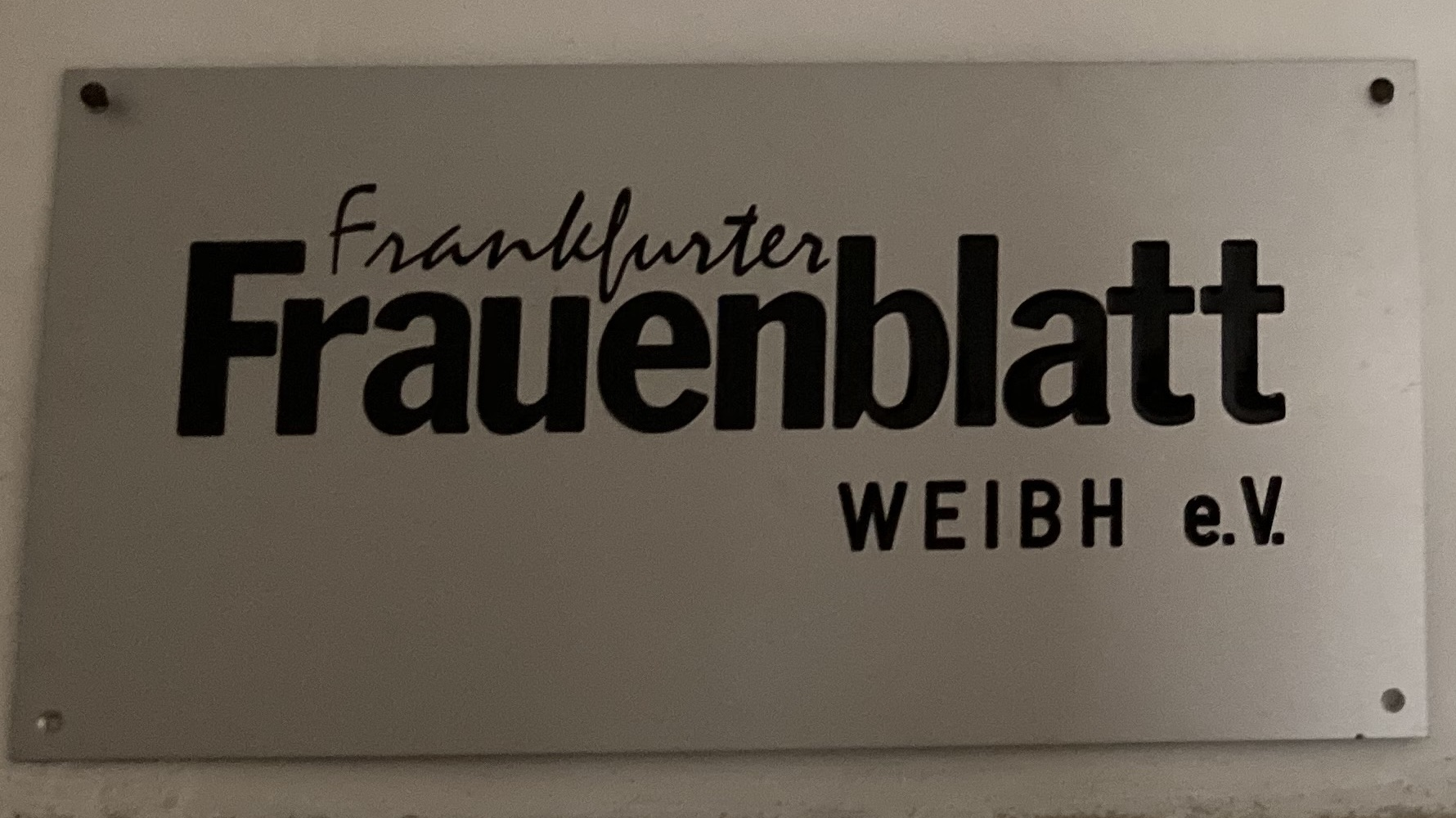
Türschild vom Frankfurter Frauenblatt, fotografiert im Arbeitszimmer von Ursula Hillmann, einer der Gründerinnen und Redakteurin des Blatts.

In der Projektkultur der neuen Frauenbewegung entstanden in den 1970er Jahren eine Vielzahl überregionaler und regionaler feministischer Zeitschriften, so auch das Frankfurter Frauenblatt. Herausgeberin war das Frankfurter Frauenblatt-Kollektiv. Die Redaktionsgruppe definierte das Blatt als alternative Form einer Stadtzeitung, im Unterschied zu hierarchisch strukturierten und überwiegend männlich besetzten Medien basisdemokratisch und nicht-profitorientiert von Frauen für Frauen gemacht. Das Frauenblatt positionierte sich als Alternative zu anderen politisch-feministischen Magazinen, wie die 1977 erstmals bundesweit erschienene Emma, aber auch gegen das in der zeitgenössischen Frankfurter links-alternativen Szene populäre Stadtmagazin Pflasterstrand. Kritikpunkt war vor allem deren kommerzielle Marktorientierung und hierarchische Organisation, die als „Rückfall in alte patriarchalische Formen“ gesehen wurde.
Medialer Vorläufer war das hektografierte Infoblatt „Frauen wißt ihr schon?“ (1976–1978), herausgegeben von Akteurinnen aus dem Frankfurter Frauenzentrum Eckenheimer Landstraße, einer Mediengruppe, dem Frauencafé Niedenau und dem Lesbenzentrum. Das von diesem Personenkreis entwickelte Frankfurter Frauenblatt erschien von 1978 bis 1992 monatlich bis zweimonatlich im DIN-A4-Format, geheftet mit bis zu 48 Seiten und einer Auflage von 1.500 Exemplaren.
Nach der Nullnummer im Juli 1978 erschien die erste regelmäßige Ausgabe im darauffolgenden September. Alle folgenden Ausgaben standen jeweils unter einem Schwerpunktthema und enthielten einen Termin- und Veranstaltungskalender für die Region.

## Positionen und Inhalte des Frauenblatts

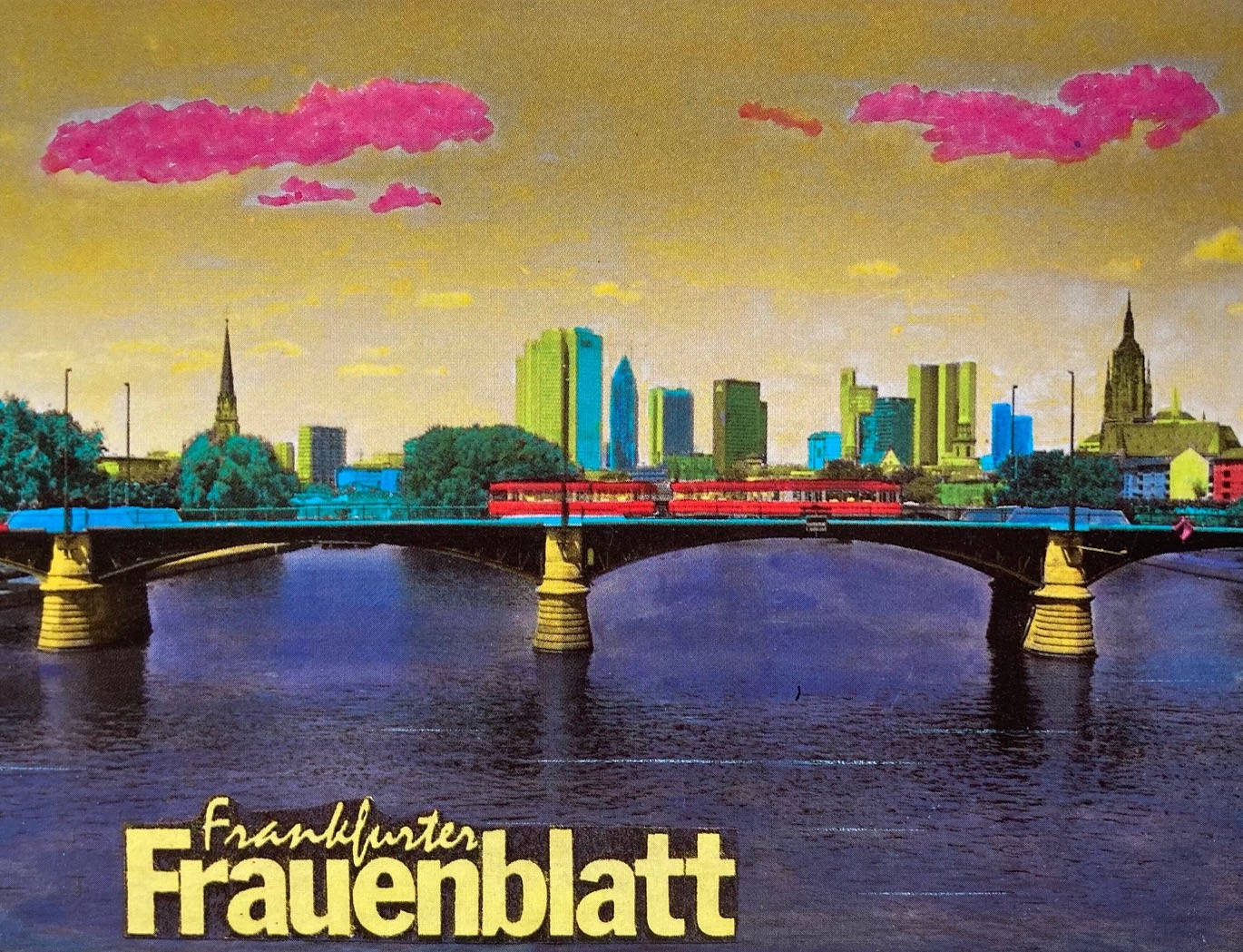
Werbepostkarte für das Frankfurter Frauenblatt 1981 – Gestaltung und Foto von Ursula Hillmann

Das Frauenblatt verstand sich als „Sprachrohr“ für Frauengruppen, feministische Projekte und Institutionen und als Kommunikationsforum für theoretische Diskussionen mit aktuellen politischen Bezügen. Themen wie die bisher in der Öffentlichkeit umstrittene Frauenberufsarbeit und Berufsausbildung, Haus- und Familienarbeit sowie die Möglichkeiten politischer Arbeit von Frauen auch international kamen zur Sprache.
1991 brachte das Frauenblatt ein Interview mit der ägyptischen Schriftstellerin und Menschenrechtsaktivistin Nawal El Saadawi zur Situation während des Golfkriegs (Ausgabe Mai/Juni). Regelmäßig erschienen Beiträge über feministische Projekte und Aktivitäten von Frauen im Iran, in Kurdistan und anderen außereuropäischen Ländern. Außerdem berichtete das Frauenblatt regelmäßig zur Situation von Migrantinnen in Deutschland (z. B. Sonderheft Nr. 2, März/April 1992).
Das Frauenblatt publizierte Artikel zu regionalen und lokalen frauenspezifischen Ereignissen und Veranstaltungen, wie etwa zur Eröffnung des Feministischen Frauengesundheitszentrums 1979 (Ausgabe Februar 1979), der Ausstellung Frauenalltag und Frauenbewegung 1890–1980 im Historischen Museum Frankfurt am Main (Ausgabe April 1981) oder der Frankfurter Frauenschule (1991 Nr. 4 Juli/August).
Fortlaufende Schwerpunktthemen waren die Entwicklung der Frauenzentren und der neuen Frauenbewegung in der Stadt und bundesweit (z. B. Heft Dez. 81/Jan. 82), gesellschaftspolitische Prozesse wie die Gründung der GRÜNEN, die Auseinandersetzungen um den Frankfurter Flughafenausbau Startbahn West 1980/81 oder die Nuklearkatastrophe von Tschernobyl 1986.
Das Frauenblatt begleitete journalistisch die Entwicklung der Frauenpolitik in Hessen, so u. a. das von der rot-grünen Koalition im Hessischen Landtag angestoßene Hessische Aktionsprogramm für Frauen, die Arbeit der ersten Frauendezernentin Margarethe Nimsch und des 1989 eingerichteten Frauenreferats der Stadt Frankfurt am Main.
1991 löste das von Redakteurinnen des Frauenblattes geführte Interview mit der SPD-Politikerin und damaligen hessischen Staatsministerin für Frauen, Arbeit und Sozialordnung Heide Pfarr zu ihren frauenpolitischen Positionen eine öffentliche Debatte aus. Pfarr wurde für ihre Äußerungen gegen eine Existenzsicherung für Hausfrauen- und Familienarbeit kritisiert, von der CDU-Fraktion im Hessischen Landtag zum Rücktritt aufgefordert.
Weitere Themenfelder im Frauenblatt waren u. a. Erfahrungsberichte zu gesellschaftlichen Rollenbildern, Beziehung, Sexualität, Gesundheit und § 218, zu Utopien von Frauen, mystische und spirituelle Richtungen in der Frauenbewegung, Frauen und Sport, Gewalt gegen Frauen, Technologiekritik, Frauen im Faschismus und feministische Mädchenarbeit. Während seines Erscheinungszeitraums war das Frauenblatt das einzige feministische Magazin im Rhein-Main-Gebiet.

## Arbeitsstrukturen und Vertrieb

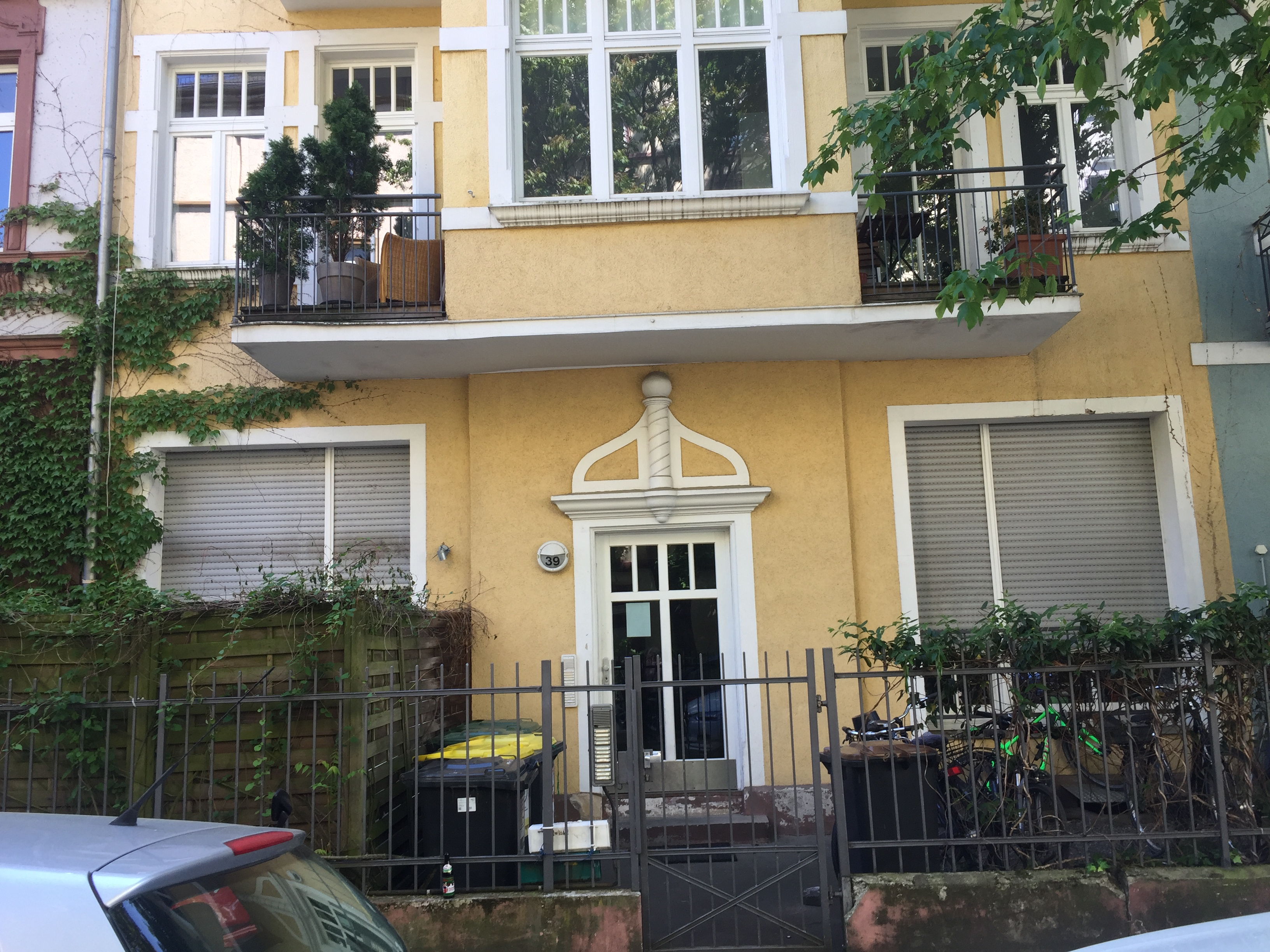
Der erste Standort des Frauenblatts in den ehemaligen Räumen des Frauencafés in der Neuhofstraße 39

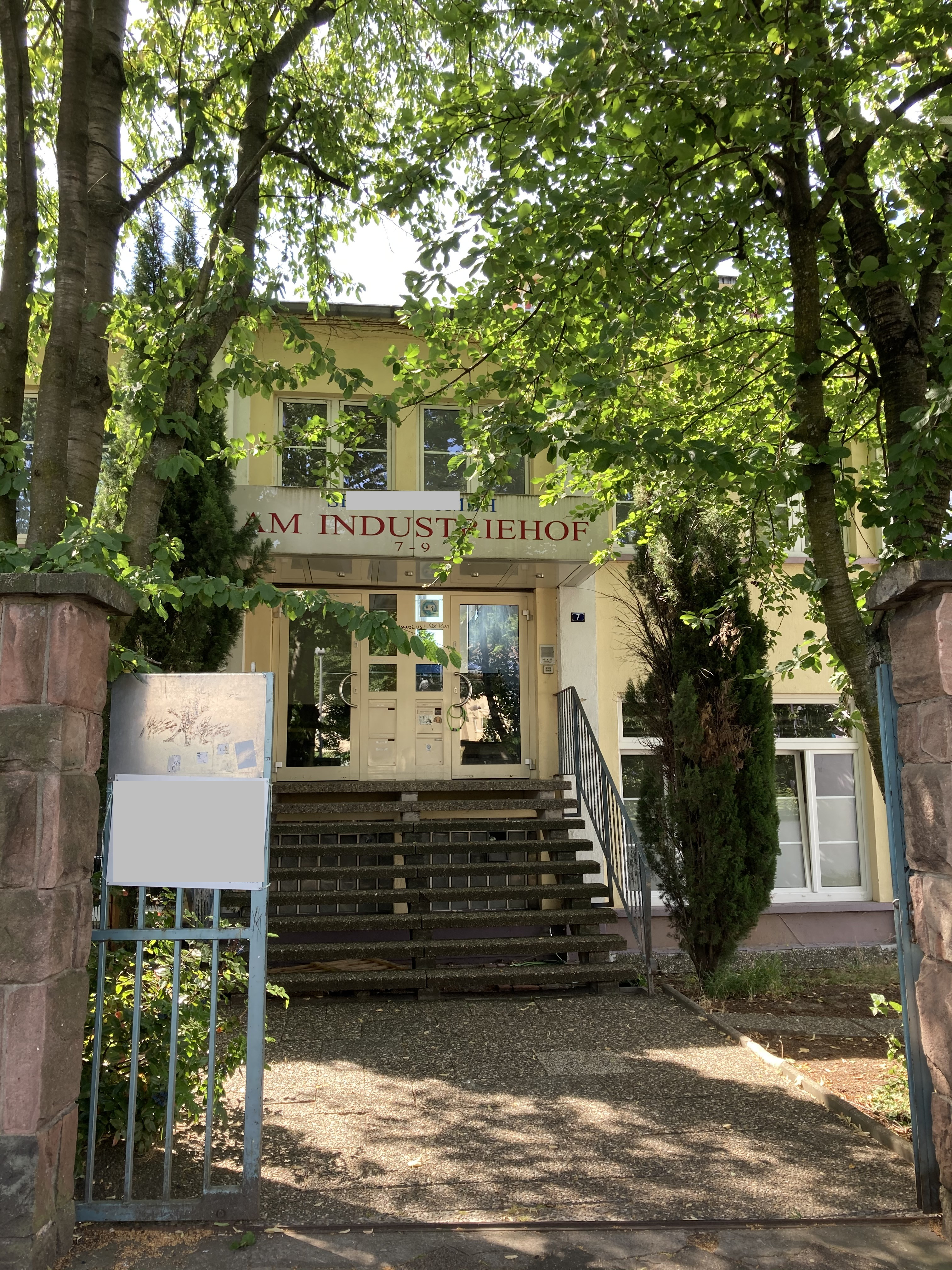
Ab 1991 traf sich die Redaktion des Frauenblatts im Frauenkulturhaus, Am Industriehof 7–9

Das aus 10 bis 12 Frauen bestehende Kollektiv arbeitete gleichberechtigt, verfasste Artikel, gestaltete und produzierte die Hefte in wechselnder presserechtlicher Verantwortung, teils auch mit externen Autorinnen und Fotografinnen. Die Akteurinnen, darunter nach eigenen Angaben berufstätige Frauen, Studentinnen, Mütter und Lesben im Alter von 20 bis 50 Jahren, arbeiteten in der Regel nebenberuflich und ohne Bezahlung.
Das Blatt wurde zu einem Preis von 2 DM (1978) bis 5 DM (1992) im Abonnement, von Verkaufsstellen wie Frauenzentren, Frauenbuchläden, Buchhandlungen, Kneipen und Veranstaltungsorten im Rhein-Main-Gebiet sowie im Handverkauf vertrieben. Die Produktionskosten wurden aus diesen schwankenden Erlösen finanziert.
1984 gründete das Redaktionskollektiv zur Existenzsicherung für das Projekt und die Mitarbeiterinnen den WEIBH e. V. (Verein zur Förderung Weiblicher Erkenntnisse im Bundesland Hessen). Über diesen Förderverein konnten die kontinuierlich auftretenden Finanzierungslücken durch öffentliche Zuschüsse gesichert werden. Die Frage nach einer staatsunabhängigen Finanzierung von Arbeitsleistungen und Betriebskosten war ein in der neuen Frauenbewegung allgemein diskutiertes und umstrittenes Feld für viele autonome Projekte. In ihrem Artikel Fundraising, Sponsoring, Spendenmarketing. Über neue Wege aus der Abhängigkeit von Staatsknete? stellte Marita Haibach mögliche Alternativen vor (FFB Nr. 4, 1992).
Nach einer öffentlichen Diskussionsveranstaltung zur Frage „Welche Frauenzeitung braucht Frankfurt?“ wurde 1988 die Redaktions- und Organisationsarbeit professionalisiert, u. a. durch die Einrichtung einer festen ABM-Stelle, die sich der WEIBH e. V. und das Frauenblatt teilten. Zudem wurde die Erscheinungsweise der Zeitschrift auf sechs Ausgaben pro Jahr umgestellt.
1989 beteiligte sich das Redaktionsteam an einer feministisch-alternativen Zeitungsinititative, die in Kooperation mit anderen lokalen Redaktionen eine überregionale Frauenzeitschrift als Alternative zur bundesweit vertriebenen EMMA neu auf den Markt bringen wollte.
Standorte des Redaktionsbüros waren das Frauencafé Neuhofstraße 39, ab 1985 die Frankfurter Frauenschule, Hamburger Allee 45, und ab 1991 das Frauenkulturhaus, Am Industriehof 7–9.

## Auszeichnung
Das journalistische Engagement des Vereins und dessen Beitrag zur Förderung von Frauenaktivitäten, Frauenforschung und weiblichen Lebensentwürfen wurde 1991 mit der Verleihung des Elisabeth-Selbert-Preises gewürdigt. Stellvertretend für die Redaktion nahm Gabi Lambert den Preis entgegen.

## Mitglieder des Frankfurter Frauenblatts

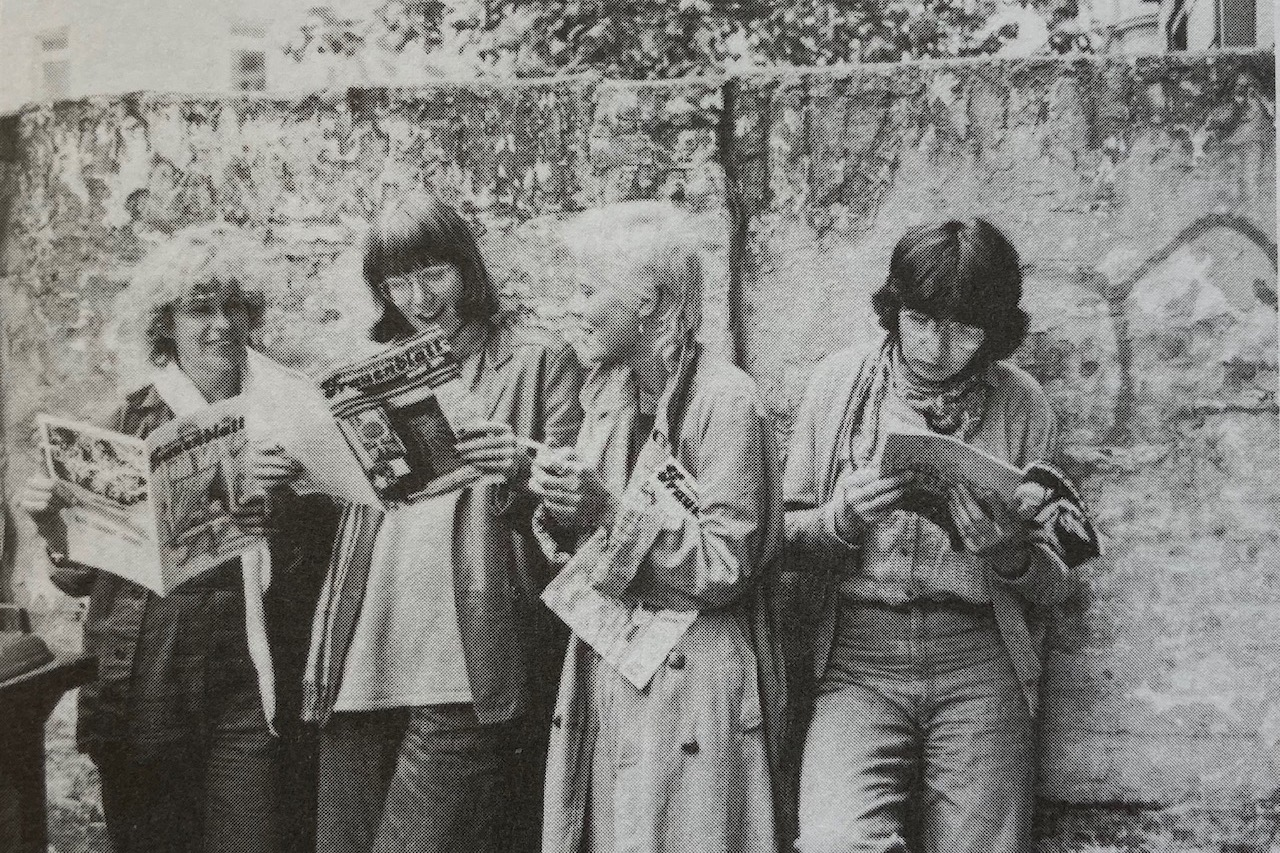
Frankfurter Frauenblatt-Kollektiv in der Neuhofstraße 39, 1981. Von rechts nach links: Elke Kiltz, Iris Nikulka, Birgit Spielmann und Cornelia Arnhold. Foto von Ursula Hillmann

Gründungsmitglieder, Herausgeberinnen und Redakteurinnen waren u. a. Gisela Leiss, Elke Kiltz, Eva Brinkmann to Broxten, Ursula Hillmann, Marie Luise Jung, Cornelia Arnhold, Susanne Stück, Anke Hillebrecht, Ilona Hakert, Beate Menger, Gabi Lambert, Iris Nikulka, Agnès Bucaille-Euler, Elisabeth Bütfering, Claudia Burger, Anke Hillebrecht, Julia Scherf und Annegret Wennagel.

## Einstellung und Fortführung der Aktivitäten
Mit der Ausgabe Nr. 5 1992 wurde das Frankfurter Frauenblatt nach Streichung der öffentlichen Zuschüsse der Stadt Frankfurt am Main eingestellt. Zur Begründung wurde ein Mangel an Resonanz aus der Frauenöffentlichkeit angeführt.

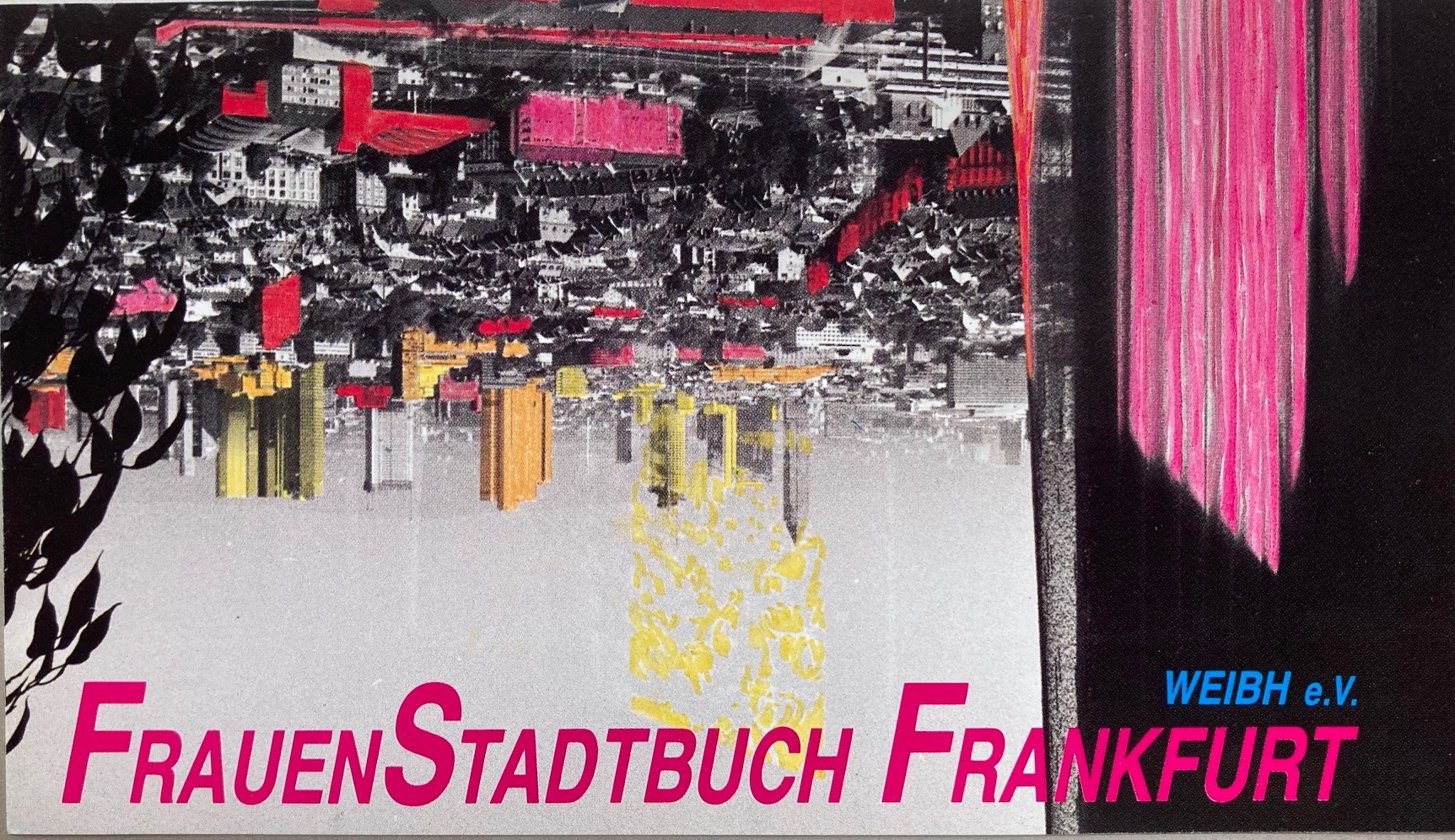
Postkarte für das FrauenStadtBuch Frankfurt – Gestaltung und Foto von Ursula Hillmann 1992

Aus der Arbeit des Frauenzeitungsteams entwickelten sich weitere publizistische Aktivitäten: Im Herbst 1992 brachte der Verein WEIBH e.V. das FrauenStadtbuch Frankfurt im AZ-Verlag, Frankfurt am Main, heraus. 1995 folgte in Kooperation mit der Hessischen Landeszentrale für Politische Bildung die Publikation FrauenStadtGeschichte: Zum Beispiel Frankfurt am Main mit Beiträgen zu historischen und zeitgenössischen Themen aus feministischer Sicht, erschienen im Ulrike Helmer Verlag, Königstein/Taunus.
In den folgenden Jahren engagierten sich die Akteurinnen des Frankfurter Frauenblatts in verschiedenen gesellschaftlichen Feldern, u. a. im Kultur-, Kunst- und Medienbereich (u. a. Ursula Hillmann, Susanne Stück, Cornelia Arnhold, Anke Hillebrecht und Annegret Wennagel), in der kommunalen, Landes- und Bundespolitik und Verwaltung (Elke Kiltz, Agnes Bucaille-Euler, Ilona Hakert), in der Gesundheits- und sozialen Arbeit (Gisela Leiss, Iris Nikulka) sowie in der akademisch-universitären Forschung und Lehre (Eva Brinkmann to Broxten, Elisabeth Bütfering).